# Robert Brito Luciano
Robert Brito Luciano, meglio noto come Robinho (Volta Redonda, 8 settembre 1987), è un calciatore brasiliano, attaccante del Pérolas Negras.